# Daniel Renoult
Pour les articles homonymes, voir Renoult.
Daniel Renoult (1880-1958) est un homme politique français.

## Biographie
Né le 18 décembre 1880 dans le Ve arrondissement de Paris, Daniel Renoult, issu d’une famille bourgeoise, est élevé dans un milieu républicain, progressiste et cultivé. Il est le fils d’un avocat et le frère de René Renoult, ministre radical dans le gouvernement Aristide Briand.
Il contribue, dès 1906, avec Jean Jaurès, Jules Guesde et Édouard Vaillant, au développement du parti socialiste unifié SFIO et est appelé, en 1908, au journal L'Humanité, où il tient, à partir de 1912, la rubrique parlementaire. Il est témoin de l'assassinat de Jaurès le 31 juillet 1914,. Il sert comme sergent d’infanterie au Proche-Orient. À l’issue du conflit, cet ardent pacifiste reprend sa profession de journaliste aux côtés de Gabriel Péri. Renoult est directeur de publication de L'Internationale, journal communiste du soir de avril à octobre 1921.
En 1920, délégué au congrès de Tours, il vote pour la scission qui donne naissance au parti communiste français. Ce militant politique chevronné arrive à Montreuil en 1928.
Il est élu une première fois en 1935 sur la liste communiste comme premier adjoint le 19 mai 1935, puis conseiller général de la Seine le 26 mai de la même année. En 1937, il participe à la création de l'Association pour l'Histoire Vivante de Montreuil avec Jacques Duclos et Fernand Soupé, association qui mènera en 1939 à la création du Musée de l'Histoire vivante.
Suspendu le 5 octobre 1939 en application d’un arrêté du ministre de l’Intérieur qui dissout tous les conseils municipaux communistes de la Seine et de Seine-et-Oise, il annonce qu’il continuera à tenir sa permanence de conseiller général. Mais le 26 octobre 1939 le parti communiste est dissous. L’Assemblée nationale vote la déchéance de ses élus le 16 janvier 1940. Daniel Renoult, est arrêté le 14 février 1940 à Paris XXe, interné au camp de Baillet, transféré à l'île d'Yeu en avril 1940, écroué à la prison de la Santé le 10 juin 1940, détenu au camp de Gurs (Pyrénées-Atlantiques), envoyé au camp de Nexon (Haute-Vienne), expédié à la citadelle de Sisteron, enfermé au camp de Saint-Sulpice-la-Pointe (Tarn), à la prison de Castres, encore une fois au camp de Nexon, au fort Barraux, de nouveau à Castres, puis encore à Saint-Sulpice, à la prison d’Eysses, au camp de Carrière puis enfin en 1944 à la citadelle de Sisteron.
Le 19 juillet 1944, il est libéré par un coup de main des maquis FTP. Enrôlé dans le maquis des Basses-Alpes, il revient à Montreuil le 5 septembre 1944 et se voit confier la présidence du Comité local de Libération ainsi que la présidence de la municipalité provisoire.
Ce nouveau maire, âgé de 65 ans et qui conduit sa liste au succès lors de l’élection du Conseil général de 1945, fait une carrière locale remarquable. Président de l’Union des Maires de la Seine et Vice-président de l’Association des Maires de France, Daniel Renoult se voit en outre désigné à trois reprises comme Vice-président du conseil général de la Seine. Réélu maire de Montreuil en octobre 1947, puis en avril 1953, et conseiller général en mai 1953. Malade au moment des événements de mai 1958, il consacre ses dernières forces à la défense de la République.
Il incarne à lui seul, pendant plus de dix ans, les espoirs et les contradictions du « communisme municipal ».
Sous ses mandats, plusieurs projets voient le jour : l’aménagement du site qui allait devenir le Parc des Beaumonts, l'aide aux chômeurs, la construction de logements sociaux et la création d’institutions qui existent toujours aujourd’hui. Citons, entre autres, les centres de santé, les colonies de vacances (préciser), le stade des Grands-Pêchers, la nouvelle bibliothèque municipale, et le Foyer montreuillois des anciens combattants.
Il meurt le 17 juillet 1958, à son domicile, 10 rue Parmentier en laissant deux messages où perce avec lucidité le sentiment de sa fin prochaine. L’un est pour dire son attachement à la ville de Montreuil, l’autre pour rappeler sa fidélité au Parti communiste français et à son idéal de jeunesse.